# Francesco Moser
Francesco Moser (født 19. juni 1951 i Palù di Giovo) er en italiensk tidligere professionel landevejscykelrytter. Han var en af de dominerende ryttere i slutningen af 1970'erne og begyndelsen af 1980'erne, og vandt Giro d'Italia i 1984, verdensmesterskabet i 1977 og seks sejre i tre af de fem store klassikere.

## Sejre

### Klassikere
Efter at Moser blev nummer to i 1974 og 1976, vandt han endelig sit favoritløb Paris-Roubaix tre gange i træk: i 1978, 1979, og i 1980. Moser blev nummer tre i 1981 og i 1983. Hans anden store klassikersejr var Lombardiet Rundt i 1975 og 1978, og Milano-Sanremo i 1984.
Af de andre klassikerløb vandt Moser Paris-Tours i 1974, Züri-Metzgete i 1977, Gent-Wevelgem i 1979 og Flèche Wallonne i 1977.

### Andre sejre
Francesco Moser blev verdensmester i 1977. Moser fik også sølv i 1976 og 1978.